# Liste der Monuments historiques in Limours
Die Liste der Monuments historiques in Limours führt die Monuments historiques in der französischen Gemeinde Limours auf.

## Liste der Bauwerke
| Bezeichnung      | Beschreibung                  | Standort                          | Kennzeichnung | Schutzstatus | Datum | Bild           |
| ---------------- | ----------------------------- | --------------------------------- | ------------- | ------------ | ----- | -------------- |
| Kirche St-Pierre | Erbaut ab dem 12. Jahrhundert | Place du Général-de-Gaulle (Lage) | PA00087937    | Inscrit      | 2006  | weitere Bilder |
| Pavillon Mansart | Erbaut ab dem 17. Jahrhundert | 19, bis rue du Couvent (Lage)     | PA91000014    | Inscrit      | 2017  |                |

## Liste der Objekte
- Monuments historiques (Objekte) in Limours in der Base Palissy des französischen Kultusministeriums